# Ovidiu Herea
Nicolae Ovidiu Herea (* 26. März 1985 in Bukarest) ist ein ehemaliger rumänischer Fußballspieler. Der Mittelfeldspieler stand zuletzt bei FC Metaloglobus Bukarest unter Vertrag.

## Karriere
Die Karriere von Ovidiu Herea begann in seiner Heimatstadt Bukarest beim FC Național Bukarest. Am 16. August 2003 kam er dort zu seinem ersten Einsatz in der Divizia A (heute Liga 1). Nachdem er in seinen ersten beiden Spielzeiten nur selten zum Einsatz gekommen war, konnte er sich im Verlauf der Saison 2005/06 zum Stammspieler entwickeln. In der folgenden Spielzeit gelangen ihm seine ersten Tore, dennoch stieg Național am Saisonende aus der Liga 1 ab.
Nach dem Abstieg wechselte Herea im Jahr 2007 zum Lokalrivalen und amtierenden Pokalsieger Rapid Bukarest. Nach einem dritten Platz in der Saison 2007/08 fiel der Klub allerdings ins Mittelfeld zurück und kämpft seitdem um den Anschluss zur Ligaspitze. Im Jahr 2011 konnte er sich mit Rapid als Viertplatzierter wieder für die Europa League qualifizieren. Er selbst steuerte elf Treffer dazu bei, was die beste Torquote seiner Karriere bedeutet. Diesen Erfolg konnte er ein Jahr später wiederholen. Gleichzeitig zog er mit seinem Team ins Pokalfinale 2012 ein, unterlag dort aber Dinamo Bukarest mit 0:1.
Im Jahr 2013 wechselte Herea zum FC Sion in die Schweizer Super League. Den Cupsieg 2015 erlebte er von der Tribüne aus. Im Sommer 2015 wechselte er zu Skoda Xanthi, löste seinen Vertrag aber schon im Januar 2016 wieder auf. Er war ein halbes Jahr ohne Verein, ehe ihn der rumänische Erstligist Pandurii Târgu Jiu verpflichtete. Nach einigen weiteren Stationen im rumänischen Fußball beendete er 2022 seine Spielerkarriere.

### Nationalmannschaft
Herea bestritt zwei Länderspiele für die rumänische Fußballnationalmannschaft. Er debütierte am 3. September 2010 im EM-Qualifikationsspiel gegen Albanien, als er in der 77. Minute für Răzvan Cociș eingewechselt wurde. Nach fast einem Jahr Pause kam er am 10. August 2011 gegen San Marino zu seinem zweiten Einsatz.

## Erfolge
- Schweizer Cupsieger: 2015